# Ойос, Фернандо
Фернандо Ойос (галис. Fernando Hoyos, 24 марта 1943 — 13 июля 1982) — галисийский революционер-интернационалист, священник-иезуит, сторонник теологии освобождения, погибший в Гватемале сражаясь в рядах Партизанской армии бедных.

## биография
В 1959 году он присоединился к Обществу Иисуса и вскоре был отправлен в провинцию Центральной Америки в качестве миссионера. В 1968-1970 годах он получил свое богословское образование в Левенском университете. В прошлом году он был переведен в Гватемалу и присоединился к иезуитской общине зоны 5, которая активно занималась работой с населением с точки зрения теологии освобождения и предоставляла критическую оценку злоупотреблений военного режима, правящего в стране.
В 1977 году его жизнь оказалась под угрозой, когда военнослужащие гватемальской армии попытались похитить его, считая его подстрекателем. В 1978 году он сыграл важную роль в формировании Комитета крестьянского единства, организации, которая защищала права сельского населения. В 1980 году Фердинанд принял решение покинуть легальную сферу и присоединиться к вооруженной левой организации - Партизанской армии бедных  под именем команданте Карлос. Он стал членом Национального управления , которое возглавлял Роландо Моран.
В рамках своих обязанностей, Фердинанд был направлен организовывать сопротивление против наступления правительственных войск генерала Эфраина Риоса Монтта в районе треугольника Иксиль. Он возглавлял ответные действия, основанные на стратегии выжженой земли. Однако 13 июля 1982 года, по пути с собрания руководства партизан, он был нападен и убит патрулем гражданской самообороны вместе с мальчиком-солдатом Чепито Иксилем.
В 1983 году  объявила о смерти Фернандо Ойоса, подчеркивая, что его жизнь, смелость и смерть отражали лучшие традиции христиан, которые безусловно поддерживали борьбу за права обездоленных